# Fish Lake (Marlborough)
Der Fish Lake ist ein Gebirgssee in der Region des Marlborough District auf der Südinsel von Neuseeland.

## Geographie
Der Fish Lake befindet sich auf einer über 1000 m liegenden Hochebene, südlich der Stafford Ridge, südwestlich der Turk Ridge, nordöstlich der Balaclave Ridge und nordwestlich der Alma Heights mit der dahinter liegenden Boddington Range. Der See zählt zu einer Ansammlung von sechs unterschiedlich großen Seen in der Ebene, von denen der Bowscale Lake der größte ist, gefolgt vom Island Lake und vom Fish Lake, der eine Fläche von 10,2 Hektar umfasst und sich über eine Länge von rund 730 m in Ost-West-Richtung erstreckt. In seiner maximalen Breite misst der See rund 190 m in Nord-Süd-Richtung und der Umfang des Sees beträgt rund 2,26 km.
Gespeist wird der Fish Lake durch einige wenige Gebirgsbäche und die Entwässerung erfolgt an seinem westlichen Ende über einen nicht näher bezeichneten Bach in Richtung des Wairau River.